# De Eese
De Eese (ook 'De Ehze') is een landgoed met havezate. Het ligt grotendeels in de uiterste noordoosthoek van de Overijsselse gemeente Steenwijkerland, met verder een klein deel in de Drentse gemeente Westerveld en een heel klein deel in de Friese gemeente Weststellingwerf. Het grootste deel, ongeveer 800 ha, is in handen van de familie Van Karnebeek. Een kleiner deel is in het verleden door deze familie verkocht aan Staatsbosbeheer. De buitenplaats De Eese is sinds 2006 erkend als rijksmonument. Tot de beschermde delen behoren, volgens de Rijksdienst voor het Cultureel Erfgoed, het huis 'De Eese', de historische tuin- en parkaanleg, het jachthuis annex boerderij 'St. Hubert', een boerderij, het houten landhuis, de rentmeesterswoning met schuur, het koetshuis annex garage en paardenstal, en een landbouwschuur.

## Geschiedenis
Johan en zoon Hendrik van der Ese hebben in 1315 een geschil met Herman van Kuinre. Hendrik geeft in 1340 aan 23 personen het Eesveen in erfpacht. Het dan al bestaande landgoed wordt vanaf dat moment aan de zuidoostzijde door de Holsloot gescheiden van het aangrenzende veengebied Het Eesveen. Dat is nu de Bultweg. De broer van Hendrik, Boldewijn, laat in 1349 zijn dochter Mechteld trouwen met Herman 1 van Kuinre. Hun enige kind is Herman 2 van Kuinre. In 1370 treedt Herman van der Eese op als voogd van Mechteld in een koopovereenkomst met Johan van Ruinen. De vroegste vermelding van De Eese als 'Hoff ter Eze' dateert van 1371. In 1402 wordt Herman van Kuinre ermee beleend. Tot 1488 zou het in het bezit van de Van Kuinres blijven, waarna het verkocht werd aan Gerrit van Isselmuden. Deze laatste familie zou tot 1565 eigenaresse blijven, waarna het verkocht werd aan Ludeke van de Veene. Diens familie zou tot 1620 eigenaresse blijven. Na enige verkopen kwam het in 1635 eerst in het bezit van Johan van Raesfelt van Twickel en vanaf 1648 tot 1678 was het landgoed van zijn zoon Hendrik. Daarna kwam de havezate via een huwelijk in 1685 tussen kolonel Johan Zeger van Rechteren met Hendriks dochter Agnes Sophia van Raesfelt in de familie Van Rechteren en zou dat tot 1879 blijven. In 1915 werd Onnes van Nijenrode eigenaar, maar deze verkeerde in 1923 in faillissement en ging tot verkoop over. In 1923 kocht Herman van Karnebeek, destijds minister van Buitenlandse zaken, het landgoed van Onnes; deze laatste was reeds begonnen met een landbouwbedrijf op het landgoed en Van Karnebeek wilde De Eese verder exploiteren. Na zijn overlijden in 1942 werd het landgoed gezamenlijk bezit van de erven Van Karnebeek. 

### Tweede Wereldoorlog
In de Tweede Wereldoorlog was op het landgoed een kamp van de Nederlandse Arbeidsdienst gevestigd. Nederlandse vrijwilligers verbleven hier voordat ze naar door de Duitsers bezette gebieden in Oost-Europa vertrokken om daar te werken in Duitse dienst.  
De familie Van Karnebeek moest ook accepteren dat de Duitsers op 1 december 1943 150 hectare aan de zuidkant van De Eese vorderden om er 47 munitiebunkers te bouwen ten behoeve van het nabij gelegen Duitse vliegveld Havelte. Daarnaast kwamen er barakken, een keuken, een wachtgebouw, was- en werkbarakken en een stationsgebouw in de vorm van een kapschuur. Deze Munitionsausgabestelle der Luftwaffe, afgekort 'MAST Friesland' was volledig omrasterd en 24 uur per dag bewaakt. Twee pachthoeven en het huis van de jachtopziener werden in verband met de munitieopslag ontruimd. Op 12 april 1945 bliezen de Duitsers het munitiedepot op waardoor de opgeslagen munitie over een groot gebied verspreid raakte. In de barakken van het kamp werden na de bevrijding van Nederland landverraders opgesloten. Volgens later onderzoek was er in dat interneringskamp sprake van mishandeling op vrij grote schaal.

### Na de Tweede Wereldoorlog
In de jaren zestig vond schaalvergroting plaats. In 1994 werd door de erven Van Karnebeek een exploitatiemaatschappij opgericht die de landbouwgronden huurt van BV Landgoed Heerlijkheid de Eese. Verder wordt het centrale huis, het landhuis, verhuurd als vergaderlocatie. Het landgoed kwam onder de natuurschoonwet te vallen. 
Het deel van het het landgoed dat in bezit is van de familie Van Karnebeek, bestaat voor 440 ha uit bos en 360 ha uit landbouwgrond. Op het landgoed ligt de havezate huis De Eese dat omgracht is en waarop het jaartal 1619 is vermeld. Andere bijzondere gebouwen zijn het oude landhuis en de grote schuur. Zij vormen samen de bebouwde kern van het landgoed. Het landgoed is opengesteld voor het publiek, het oude slot niet.
Het deel van het landgoed dat eigendom werd van Staatsbosbeheer bestaat voor het overgrote deel uit bos. Er bevindt zich een aantal grafheuvels in dit deel van De Eese. Twee daarvan bevinden zich in een heideveld, de bomen die daar stonden zijn gerooid om de grafmonumenten beter zichtbaar te maken. In het terrein zijn middeleeuwse karrensporen gevonden. Als een spoor niet meer begaanbaar was, ontstond parallel er aan een nieuw spoor. De totale breedte van het tracé bevat elf sporen. Er lopen twee wandelroutes van vier kilometer lang door het gebied, ze zijn gemarkeerd door paaltjes met gekleurde koppen.

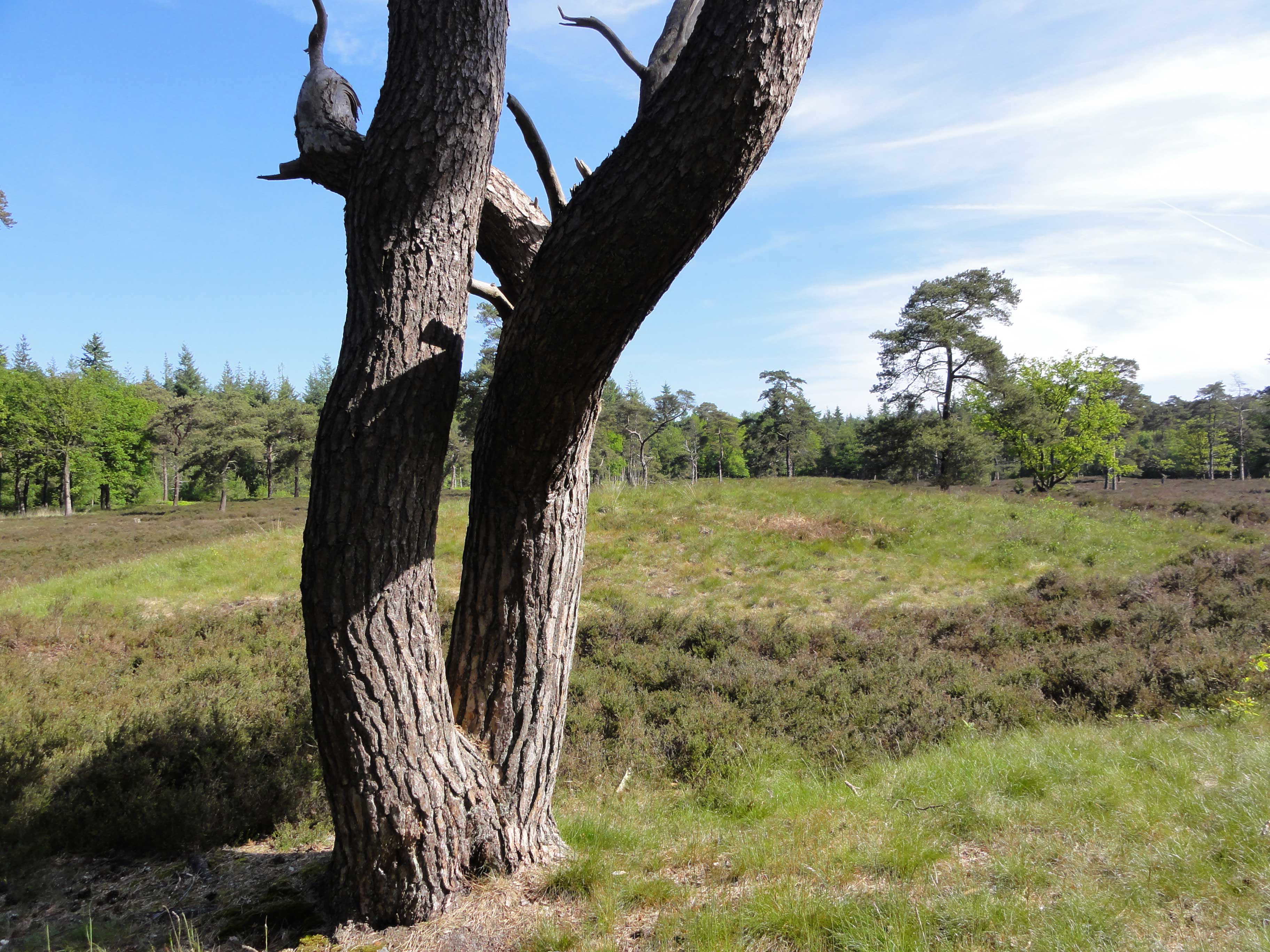
Grafheuvels in het Eeserveld
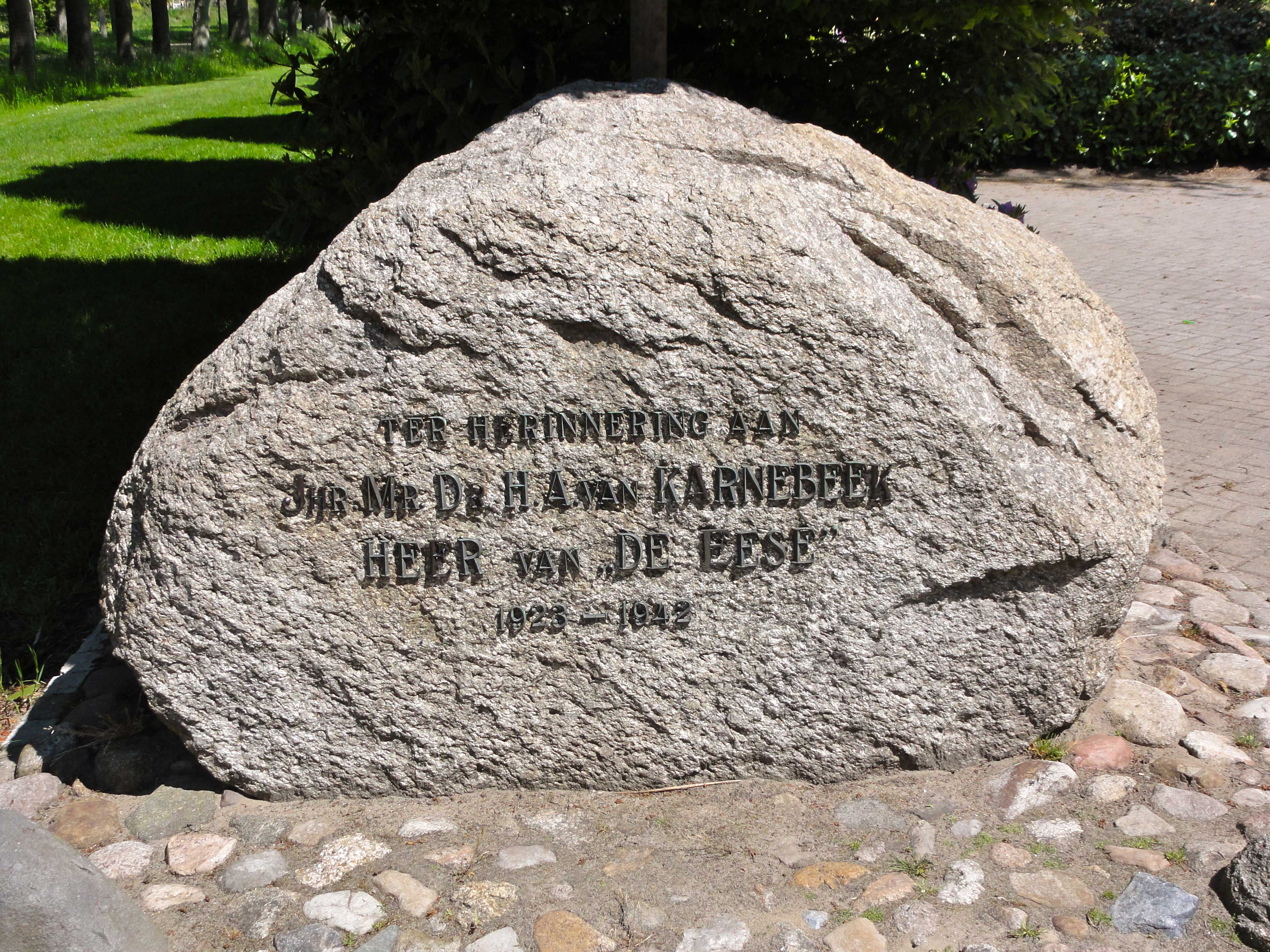
Het Van Karnebeekmonument
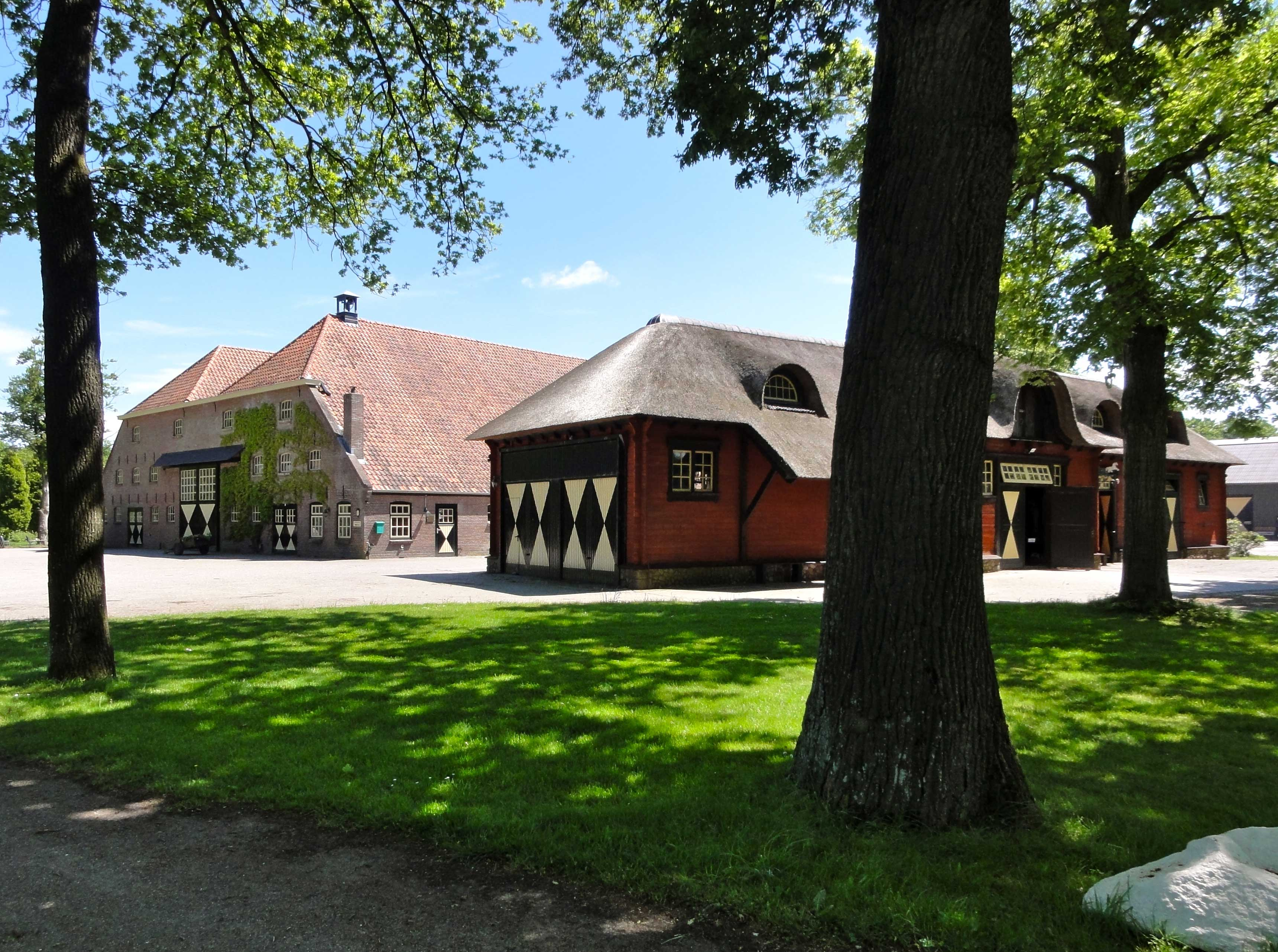
Boerderij met koetshuis
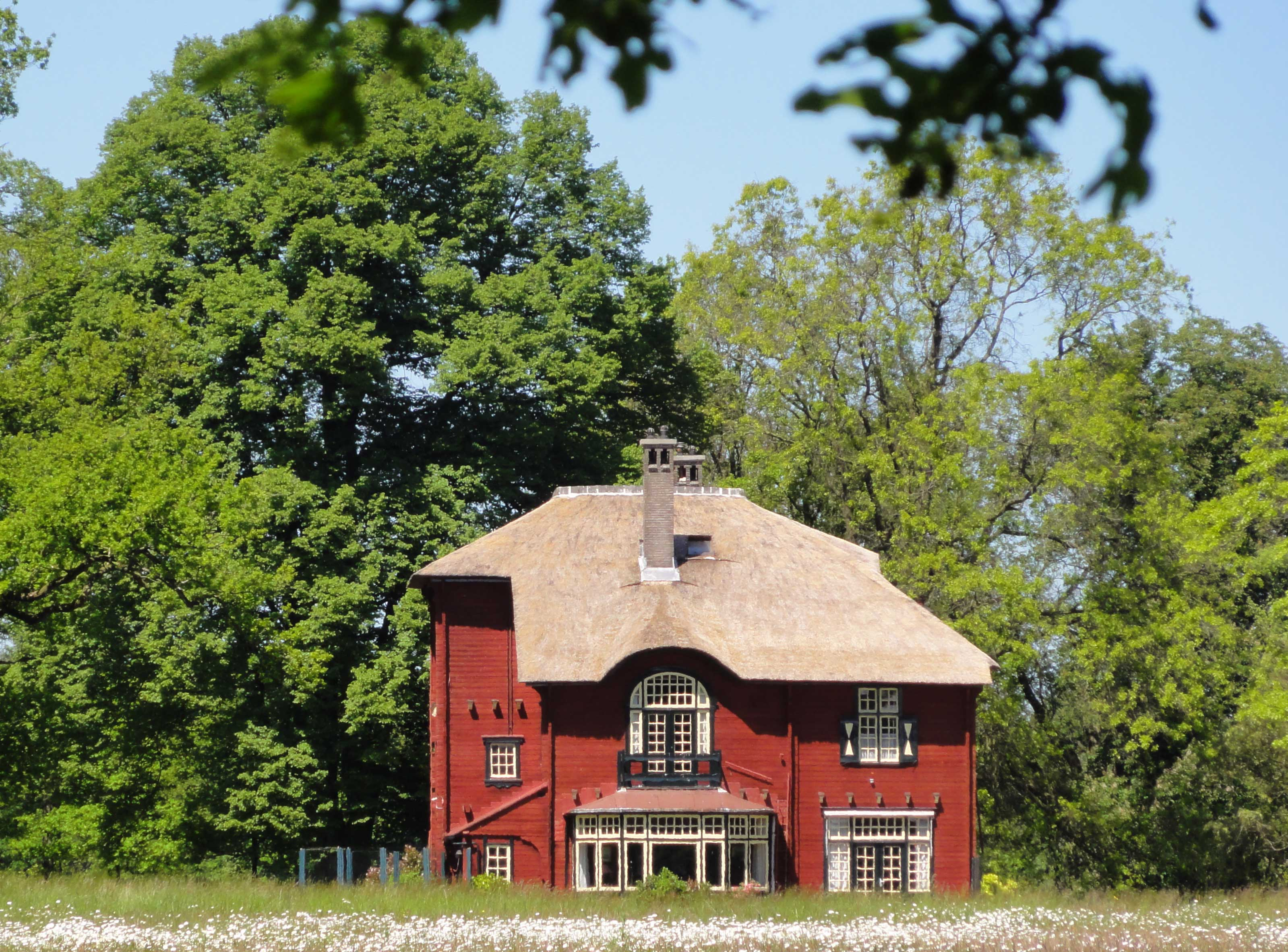
Houten landhuis op het landgoed

Benthuis · Bonkenhave · De Eese · Kanneveld · Lindenhorst · Marxveld · Nierwal · Oldenhof · Oldruitenborgh · Olthuis · Paasloo · Plattenburg · Rhemenshuizen · Toutenburg · Tweenijenhuizen · Westerholt · Zwollingerkamp